# Strojnów (przystanek kolejowy)
Strojnów – dawny przystanek kolejki wąskotorowej w Strojnowie, w gminie Pierzchnica, w województwie świętokrzyskim.